# Dumbrăveni (okręg Gorj)
Dumbrăveni – wieś w Rumunii, w okręgu Gorj, w gminie Crasna. W 2011 roku liczyła 565 mieszkańców.